# Synchronicity (Olivia)
Synchronicity è il primo album da solista di Olivia, pubblicato il 6 dicembre 2000 dall'etichetta discografica Avex.

## Tracce
1. solarhalfbreed
2. walk on by
3. Dear Angel
4. Color of your Spoon
5. Escape the Flames
6. Dress me Up (English Version)
7. soulmate
8. できない
9. Grapefruit Tea
10. crystalline
11. liquid skies
12. re-ACT
13. ILY~Yokubou~
14. Mint (Bonus Track)